# Flurona
Flurona este o dublă infecție (twindemic), una concomitentă cu virusul gripei și cu SARS-CoV-2.  Primul deces cauzat de Flurona anunțat de un spital din România a avut loc la 9 ianuarie 2023.
În ianuarie 2022, Israelul a raportat, pentru prima dată, un amestec de infecții, COVID-19 și gripă, cunoscut sub numele de „flurona”.